# Berkeley Software Distribution
BSD (ang. Berkeley Software Distribution, czasami nazywany Berkeley Unix) – odmiana systemu operacyjnego Unix wywodząca się ze stworzonych na Uniwersytecie Kalifornijskim Berkeley rozszerzeń dla systemu rozwijanego przez firmę AT&T. Także potoczna nazwa licencji BSD, na której te systemy są wydawane oraz pokrewnych licencji tego typu (np. licencja MIT).

## Historia powstania
Niedługo po powstaniu pierwszych wersji Uniksa, dr Bob Fabry z Berkeley starał się pozyskać nowy system dla uniwersyteckiego laboratorium i dzięki jego staraniom Unix został zainstalowany na komputerach PDP-11, które w tym czasie były w Berkeley. Niedługo po tym, Ken Thompson zainstalował na uczelnianym PDP-11 i napisał kompilator języka Pascal. W latach 1975–1976 Bill Joy i Chuck Haley doskonalili kompilator a także jądro systemu operacyjnego, a swoje poprawki odsyłali do Bell Labs.
Te i inne poprawki stały się podstawą do wypuszczenia 1st Berkeley Software Distribution, w której skład wchodził także udoskonalony kompilator Pascala oraz edytor ex. Po wypuszczeniu Wersji 1. Bill Joy rozpoczął pracę nad tym, co później stało się biblioteką termcap oraz edytorem vi. W 1978 została wypuszczona wersja 2BSD, zawierająca edytor vi, termcap i kompilator Pascala. Niedługo później powstała ostateczna wersja 2.11BSD dla PDP-11, a Uniwersytet otrzymał komputer VAX-11/780, na którym został zainstalowany system AT&T 32/V. System okazał się mieć wiele mankamentów i Bill Joy podjął decyzję o przeniesieniu BSD na VAX-a.
W roku 1979 powstał VAX/BSD, który oprócz typowych dodatków rodem z BSD zawiera także zarządzanie pamięcią wirtualną – czego brak było w systemie AT&T – a także kilka narzędzi z tego systemu. Wkrótce po tym Unix stał się produktem komercyjnym.
W tym samym czasie projekt BSD zyskał zainteresowanie amerykańskiej agencji DARPA, a w 1980 dostał grant na dodanie wymaganych przez DARPA rozszerzeń. Dalszy rozwój trwał, co zaowocowało wersjami 4 i 4.1BSD. Wersja 4.1 zawierała już ulepszoną obsługę poczty, ulepszone jądro, Pascala, Lispa oraz obsługę nowych VAX-ów 11/750.
Agencja była usatysfakcjonowana i sfinansowała dalsze prace, co zaowocowało dodaniem Berkeley Fast File System, obsługi TCP/IP oraz IPC. W 1983 ukazała się wersja 4.2BSD, których dostarczono około 1000, a więc bardzo dużo jak na tamte czasy, a jej sukcesu dopełnia fakt, że na podstawie jej kodu AT&T włączyła obsługę sieci i pamięci wirtualnej do słynnego Systemu Piątego.

## Rodzina BSD
Udostępniony w 1986 4.3BSD jako pierwszy zawierał daemona nazw świeżo zainicjowanego systemu DNS. Dostępny od 1993 4.4BSD oraz powstające na jego bazie komercyjne (386/BSD → BSD/OS) i wolne systemy operacyjne (386BSD, NetBSD, FreeBSD) stały się ofiarą procesu o nieprawne korzystanie z kodu zastrzeżonego przez AT&T a potem – po sprzedaniu USL – Novella.
W wyniku ugody pomiędzy Uniwersytetem Kalifornijskim Berkeley a Novellem, do której doszło w czerwcu 1994, 4.4BSD Lite (uboższa wersja 4.4BSD pozbawiona większości spornego kodu) zostało uznane za wolne od wszelkich roszczeń. Proces jednak na długo zahamował rozwój BSD oraz związanych z nim projektów pokrewnych (niektóre jak 386BSD upadły). Potem ukazała się już tylko jeszcze jedna wersja 4.4BSD Lite2, której kod stał się podstawą nowszych wersji systemów FreeBSD (3.0), NetBSD (1.3), OpenBSD (2.3), BSD/OS (3.0) oraz nigdy nieukończonego Rhapsody firmy Apple Computer.
Niektóre systemy z rodziny BSD:
- 4.2BSD, 4.3BSD, 4.4BSD
- BSD/OS
- 386BSD
- NetBSD
- FreeBSD
- PicoBSD
- DesktopBSD
- BSDAnywhere
- BSDRouterProject
- Jibbed
- OpenBSD
- Frenzy
- Cauldron
- WarBSD
- NetBoz
- TrueBSD
- VirtualBSD
- ThinBSD
- Darwin (macOS)
- Rhapsody
- SunOS (wersje < 5.0)
- DragonFly BSD
- TrueOS
- FreeNAS
- pfSense
- MirOS
- MidnightBSD
- GhostBSD